# Tachi Bagarchhap
Tachi Bagarchhap – gaun wikas samiti w zachodniej części Nepalu w strefie Gandaki w dystrykcie Manang. Według nepalskiego spisu powszechnego z 2011 roku liczył on 120 gospodarstw domowych i 544 mieszkańców (281 kobiet i 263 mężczyzn).